# Artillería pesada presenta
Artilleria Pesada presenta… è il secondo album del gruppo musicale messicano Control Machete pubblicato il 30 marzo 1999 dalla Universal Music Group.

## Tracce
1. Artillería pesada – 4:57
2. Sí señor – 4:16
3. Presente – 4:44
4. Unísono – 4:30
5. Instancias (Los vigilantes) – 5:06
6. Los vigilantes – 0:38
7. Ileso – 6:21
8. Desde la Tierra (El tercer Planeta) – 3:31
9. Esperanza – 5:12
10. Danzón – 7:03
11. Grita – 4:51
12. La artillería – 5:36